# Château de Breuschwickersheim
Le château de Breuschwickersheim est un monument historique situé à Breuschwickersheim, dans le département français du Bas-Rhin.

## Localisation
Ce bâtiment est situé au 1, rue du Château à Breuschwickersheim.

## Historique
En 1261 et 1420, le château est pris par les Strasbourgeois en guerre contre l'évêque de Strasbourg.
En 1444, les Armagnacs le détruisent et pillent le village. Il est reconstruit au XVe siècle et il est adapté aux armes à feux.
De 1435 à 1640, il appartient à la famille Sturm de Strasbourg qui le modifie en 1566.
Il est un centre de rencontre des humanistes alsaciens au XVIe siècle. 
Au XVIIe siècle, à l'extinction des Sturm, il passe aux Weitersheim qui entreprennent des transformations importantes (suppression de deux tours, ajout d'un étage…).
L'édifice fait l'objet d'une inscription au titre des monuments historiques depuis 1929.
Actuellement, le château est utilisé comme exploitation agricole.

## Architecture

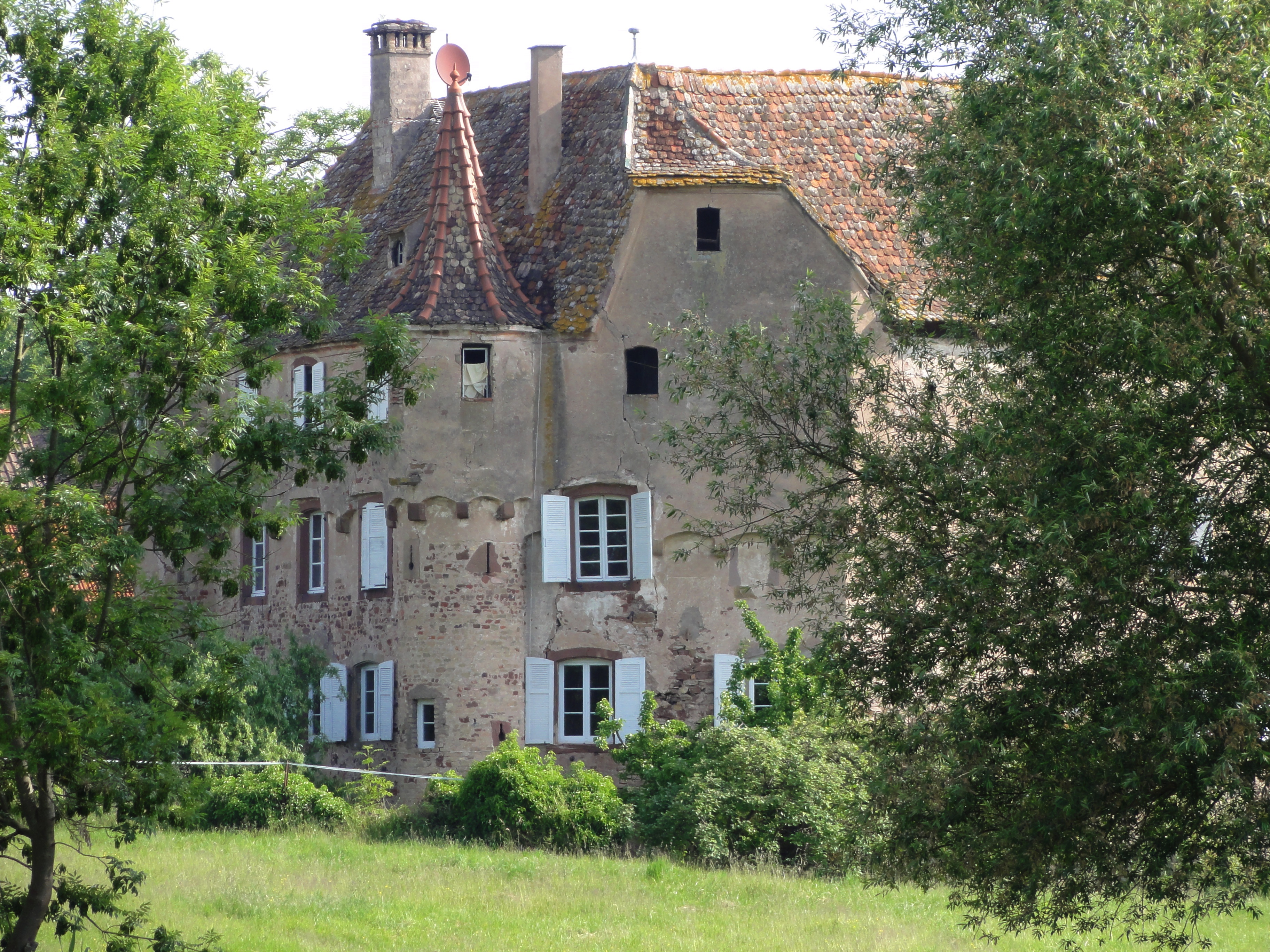
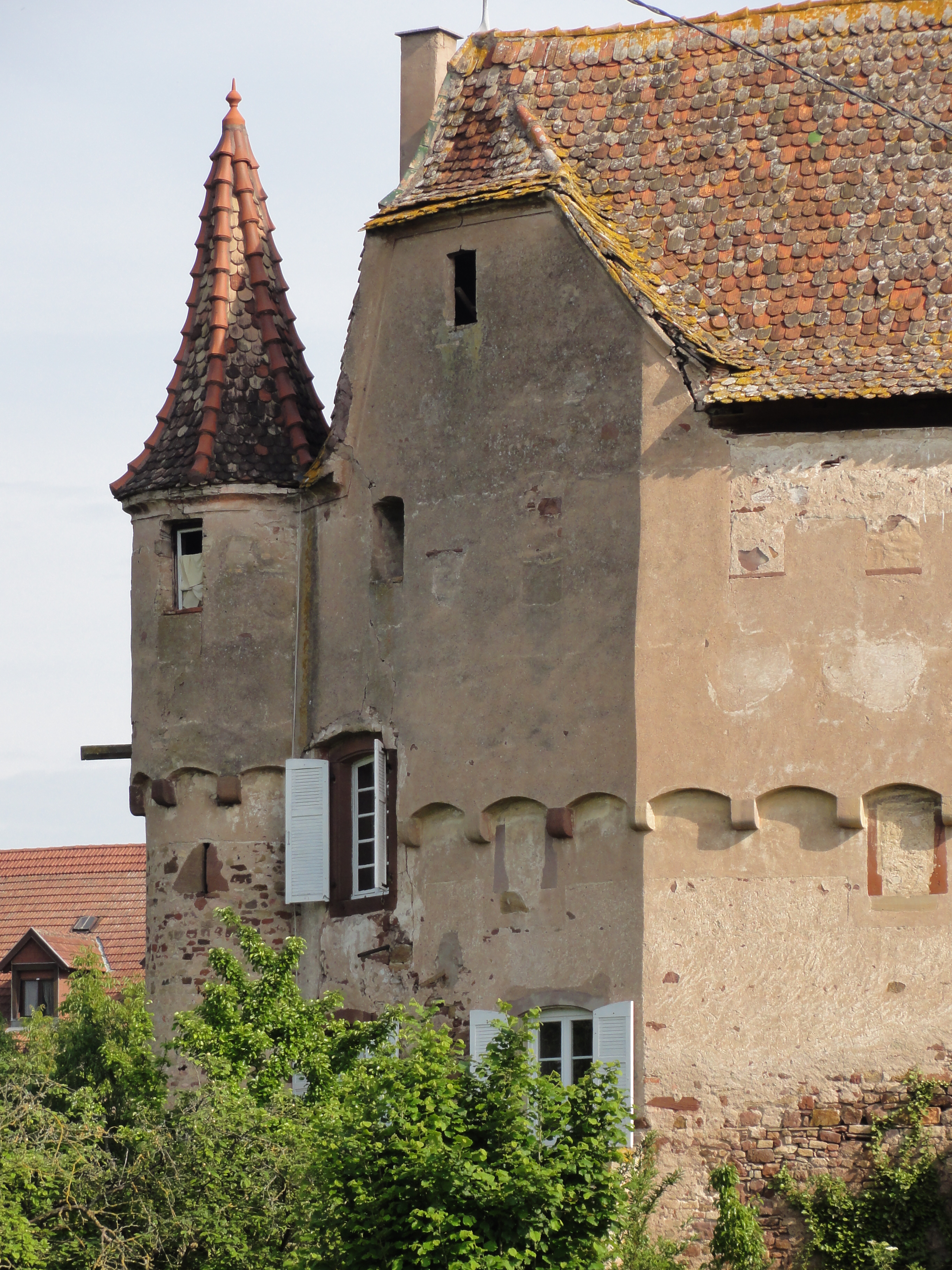
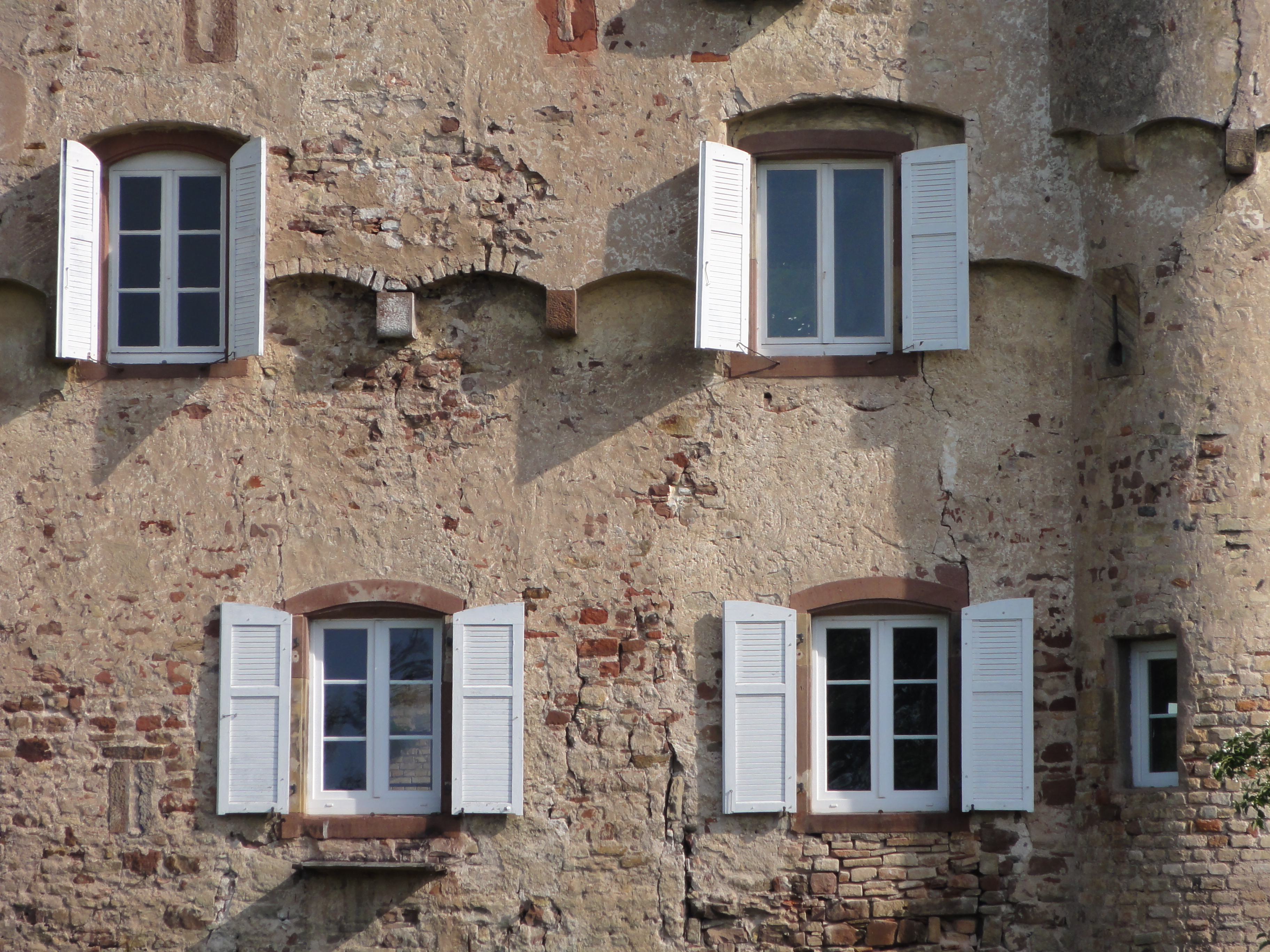